# Meix (toponyme)
| Toponymes très usités du Massif Vosgien |                    |
| Langue romane                           | Langue germanique  |
| Meix                                    | Hausen, House      |
| Variantes :                             | Variantes:         |
| Maix, Mais, Mex, Metz, Mietz, Meis      | Hof, Hofen, Garten |

Meix est un appellatif toponymique fréquent qui entre dans la composition de nombreux noms de lieux en France. Il est répandu dans de nombreuses régions de France, particulièrement dans la moitié est du territoire comme la Lorraine, la Bourgogne Franche-Comté, les Alpes ( Savoie, Suisse romande..). Il désigne suivant les endroits seulement un jardin, une propriété rurale ou, le plus souvent dans les régions montagneuses, « la ferme avec ses dépendances, ses terres, son verger et son potager ». Les meix des Vosges ou du Jura s’apparentent dans leur configuration aux mas d’Auvergne et du Limousin, bien qu'ils n'en partagent pas tout à fait la même origine, ou aux Hausen des terres germanophones, l’un des appellatifs les plus fréquents de la toponymie allemande. 

## Étymologie et occurrences
Le mot est attesté au XIIe siècle en français sous la forme meis « terrain attenant à une maison, jardin » , puis meix au XIIIe siècle (Cartulaire de Commercy ds Du Cange, s.v. messes). Il s'agit d'un mot du quart Nord-Est (sud de la Wallonie, Champagne, Lorraine, Franche-Comté, Bourgogne).
Les lexicographes et historiens de la langue font remonter l'élément meix au gallo-roman MA[N]SU, lui-même du latin mansum signifiant « maison, ferme, domaine ». Cet étymon est semblable à celui  du mot français manse « propriété rurale importante donnée en fief », emprunt savant et tardif (début XVIIIe siècle) au latin médiéval mansus « demeure, maison ; unité d'exploitation rurale ; tenure domaniale ».  
un meix est aussi précisément une « habitation rurale avec dépendances et attenante à un jardin ou verger » (Bertrand, Gaspard, 1841, p. 53). Parfois l'ancien village a subsisté, directement entouré de ses clos, comme le village bourguignon associe dans ses meix la maison à son jardin (Meynier, Paysages agraires, 1958, p. 56).
Dictionnaires et glossaires attestent l’usage du terme mes ou meix pour désigner :
- une ferme
- une maison de campagne
- un jardin, potager le plus souvent
- une propriété rurale
- une habitation

## Usage, formes patoises et signification dans le Grand-Est

### Le jardin et les terres cultivées clôturées
En patois lorrain, le meix est d’abord un jardin. On a les variantes :
- Mé, Méy[7],[8]
- Ma, Maï[9]
- Mwa[10]
- Mwè[11],[12]

Dans le glossaire des termes dialectaux de la commission de toponymie de l'IGN, l'entrée meix est attribuée aux régions de Bourgogne, Champagne, Isère, Vosges et Var ; les définitions correspondent à celles des lexicographes lorrains ci-dessus : maison avec jardin, verger, dépendances, enclos. 
Donc il prend le sens du mot de l’ancien français régional non usité dans les Vosges : osche, ouche, hoche, « jardin fermé de haies, terre labourable entourée de clôture, terre en culture » (du gaulois olca). En moyen français, une houche est une clôture.
Dans les Vosges, notamment pendant les périodes de forte colonisation des hauteurs, le terrain que l’on acensait devait être certes défriché, mais aussi énormément épierré. On utilisait les pierres récupérées pour faire un muret séparatif clôturant la propriété nouvellement acquise. Sur ce terrain d’un seul tenant, il fallait bien réfléchir à l’emplacement du bâtiment d’habitation, du fenil, du potager, des terres cultivées etc. Le meix qui prenait le nom de son propriétaire ne désignait pas seulement la maison et son jardin, mais aussi le domaine en général. 
Comme pour les toponymes germaniques en -hausen, c’est d’abord une ferme et ses dépendances qui sont désignés initialement, puis au fur et à mesure que d’autres fermes s’installent autour du premier arrivé, un hameau et un village se crée en conservant le toponyme de départ. C’est la variante vosgienne mwè qui est, en fait, également à l’origine du nom de Gérardmer en patois, c'est-à-dire Girôdmwè « le meix de Giraud », tandis que -mer dans Gérardmer qui désigne « le lac de Giraud », c'est-à-dire le patois *Girôdmô, s'est perdu localement ou a subi l'attraction paronymique du précédent, alors qu'il s'est conservé en français et en allemand sous la forme -see, traduction plus moderne de l'ancien haut allemand meri « lac », dont le sens s'est restreint à « mer » en allemand moderne Meer. Ce type de couple toponymique est fréquent, par exemple dans le cas similaire de Gatteville-le-Phare « domaine rural de Gatto » et Gattemare « étang de Gatto » (mare signifie également « étang », voire « petit lac » en Normandie).

### Toponymes enmex, maixen Suisse romande
- Vaud
  - Mex  (anciennes graphies : mais, maiz, may, mey)
  - Combe de la Mey
- Valais
  - Mex (graphies anciennes meys, mez)
  - L’Au de Mex
- Fribourg
  - Champ du Mex
- Neuchâtel
  - Le Maix Baillod

### Toponymes enMaisouMetzen Savoie
L’une des caractéristiques de Savoie est la graphie particulière en Mex, mais surtout Metz qu’il ne faut pas confondre avec l’origine ethnique gauloise de la ville de Metz en Moselle. Comme l’explique le professeur Gaston Tuaillor, spécialiste de l’arpitan, les finales savoyardes en –z ou –x servent à indiquer si la voyelle finale est accentuée ou au contraire quasi atone. Dans Mex, il est clair qu’il faut accentuer le « e ». 
- Les Mais
- Les Maisses
- Metz (anciennes graphies : Maez, Mééz)

### Toponymes enMeixdans les Vosges
- Gérardmer, sous sa forme patoisante « Giraulmeix »[19],[20],[21];
- Hérimeix[22], commune de La Chapelle-devant-Bruyères;
- Le Meix Mont[23] commune de La Chapelle-devant-Bruyères;
- Meix Dauphin[22], commune de La Chapelle-devant-Bruyères;
- Meix-Claudel[24]commune de Granges-Aumontzey
- Meix-de-la-Corre[24], commune d’Évaux-et-Ménil
- Les Meix[24], commune de Rupt-sur-Moselle
- Les meix Ladan[22], commune de La Chapelle-devant-Bruyères;
- Près de la Maie[25], communes de Bruyères.